# Georgy Zhukov (football)
Pour les articles homonymes, voir Zhukov.
Georgy Zhukov (en kazakh : Георгий Жуков) (né le 19 novembre 1994 à Semeï au Kazakhstan) est un footballeur international kazakh qui joue au poste de milieu de terrain au FK Aktobe.

## Biographie

### Carrière en club
En 2011, Georgy commence sa carrière professionnelle en Belgique, au K Beerschot Antwerpen Club, avant de rejoindre le Standard de Liège en 2013.
Le 27 janvier 2014, Joukov rejoint le championnat du Kazakhstan, en rejoignant le FC Astana, dans le cadre d'un contrat de prêt d'un an et sera, par après, prêté au SV Roda JC Kerkrade.
Avec le FK Astana, il participe à la phase de groupe de la Ligue des champions en 2015. Il joue six matchs avec pour résultats quatre nuls et deux défaites.
Le 5 décembre 2016, il décroche un contrat de trois années au FK Kaïrat Almaty, toujours dans le championnat du Kazakhstan.
Le 27 novembre 2019, le Wisła Cracovie annonce la signature de Georgy Zhukov, qui arrivera au club le 1er janvier 2020.

### Carrière internationale
Georgy Zhukov est né au Kazakhstan mais a passé son enfance en Belgique. En équipe nationale, il commence tout d'abord à jouer pour l'équipe de Belgique des moins de 19 ans, mais passe ensuite dans l'équipe du Kazakhstan.
Il reçoit sa première sélection en équipe du Kazakhstan le 31 mars 2015, en amical contre la Russie. Le match se solde par un score nul et vierge.

## Palmarès
- Champion du Kazakhstan en 2014 et 2015 avec le FK Astana
- Vainqueur de la Supercoupe du Kazakhstan en 2015 avec le FK Astana